# Richard Crane
Richard Crane (6 juin 1918 – 9 mars 1969) est un acteur américain dont la carrière s'étend sur trois décennies au cinéma et à la télévision. 

## Biographie
Richard Crane est né à New Castle en Indiana. Après de nombreux rôles au cinéma dans les années 1940, il se fait connaître pour son rôle principal dans la série télévisée Rocky Jones, Space Ranger à partir de 1954. Il signe un contrat de sept ans stipulant qu'il devait se produire lors de tournées annuelles aux États-Unis dans le rôle de Rocky Jones. Par la suite il fait des apparitions dans des show télévisés populaires.
Il meurt d'une crise cardiaque à Hollywood en 1969. Il est enterré au Valhalla Memorial Park Cemetery.

## Filmographie
- 1940 : Suzanne et ses idées (Susan and God) : Bob
- 1940 : We Who Are Young (en) : Savoy-Carlton Bellboy
- 1940 : Meet the Wildcat : Bill—Office Worker
- 1940 : Who Killed Aunt Maggie? : Homme de la radio
- 1940 : Keeping Company : Eddie Lane
- 1941 : The Saint in Palm Springs : Whitey
- 1941 : Double Date : Boy
- 1941 : In the Navy : Office Boy
- 1941 : Keep 'Em Flying : Cadet Stevens
- 1941 : Tillie the Toiler (Tillie the Toiler) : Jeune homme
- 1942 : This Time for Keeps (en) : Eustace Andrews
- 1942 : L'Escadrille des aigles (Eagle Squadron) : Griffith
- 1942 : The Phantom Plainsmen : Tad Marvin
- 1942 : Sweater Girl : Freshman
- 1942 : Her Cardboard Lover : Casino Page
- 1942 : Flying Tigers :  Airfield Radioman
- 1943 : This Is the Army : Sergeant on Field March
- 1943 : Someone to Remember : Paul Parker
- 1943 : Celles que fiers nous saluons (So Proudly We Hail!) : Georgie Larson
- 1943 : Corvette K-225 : Leading Torpedo Man
- 1943 : Happy Land (1943) - Russell « Rusty » Marsh
- 1943 : Cry 'Havoc' : Man
- 1943 : Zone mortelle (Riders of the Deadline) : Tim Mason
- 1944 : Ladies Courageous : Carl
- 1944 : None Shall Escape : Willie Grimm as a Man
- 1944 : Follow the Boys : Marine Officer
- 1944 : Le Porte-avions X (Wing and a Prayer) : Ens. Gus Chisholm
- 1944 : An American Romance de King Vidor : Hank
- 1945 : Captain Eddie : Capt. Bill Cherry
- 1946 : The Flying Serpent : Radio Announcer
- 1946 : Behind Green Lights : Johnny Williams - Reporter
- 1946 : Johnny Comes Flying Home : Johnny Martin
- 1948 : Campus Honeymoon :Robert Watson
- 1948 : Arthur Takes Over : James Clark
- 1948 : Waterfront at Midnight : Denny Hanrohan
- 1948 : Triple Threat (en) : Don Whitney
- 1948 : Angel on the Amazon : Johnny MacMahon
- 1949 : Dynamite (en) : Johnny Brown
- 1950 : La Dame sans passeport (A Lady Without Passport) : Lt. Maxon, Navy Flyer
- 1951 : Le Dernier Bastion (The Last Outpost) : Lt. McReady
- 1951 : Home Town Story : Don
- 1951 : Mysterious Island (serial) : Capt. Cyrus Harding
- 1951 : Le Cavalier de la mort (Man in the Saddle) : Juke Vird
- 1952 : Leadville Gunslinger : Jim Blanchard
- 1952 : Thundering Caravans : Deputy Dan Reed
- 1952 : Ellis in Freedomland : Male Model
- 1953 : Winning of the West : Jack Autry aka Jack Austin
- 1953 : Woman They Almost Lynched : Yankee Lieutenant
- 1953 : The Neanderthal Man : Dr Ross Harkness
- 1953 : The Great Adventures of Captain Kidd (serial) : Richard Dale
- 1953 : Sea of Lost Ships : Radar Man
- 1953 : Flight Nurse : Lt. Will Cary
- 1955 :  Pavillon de combat (The Eternal Sea) : Lt. Johnson
- 1955 : No Man's Woman : Dick Sawyer
- 1955 : Bobby Ware Is Missing : Police Car Deputy in Car #12
- 1956 : Tu seras un homme, mon fils (The Eddy Duchin Story) : Seaman
- 1957 : Bailout at 43,000 : Captain Jack Nolan
- 1957 : Official Detective (épisode: Hired Killer) : dét. Benson
- 1958 : The Deep Six : lieutenant j.g. Swanson
- 1959 : The Alligator People (en) : Paul Webster
- 1959 : Battle Flame : Dr Bill Stoddard
- 1960 : 13 Fighting Men : Loomis
- 1960 : Au nom de la loi (série télévisée) saison 2 épisode 26 (Le Chinois/Black Belt) : Paul Cameron
- 1961 : Devil's Partner (en) : David Simpson
- 1961 : Boy Who Caught a Crook (en) : Connors
- 1963 : House of the Damned (en) : Joseph Schiller
- 1963 : Please Don't Touch Me
- 1964 : Surf Party (en) de Maury Dexter  : Sgt. Wayne Neal